# Gullegem Koerse 2018
De 70e editie van de Belgische wielerwedstrijd Gullegem Koerse werd verreden op 29 mei 2018. De start en finish vonden plaats in Gullegem. De winnaar was Jurgen Roelandts, gevolgd door Greg Van Avermaet en Oliver Naesen.

## Uitslag
| Gullegem Koerse 2018 |                      |                                               |          |
| Plaats               | Naam                 | Ploeg                                         | Tijd     |
| Winnaar              | Jurgen Roelandts     | BMC Racing Team                               | 3u36'20" |
| 2                    | Greg Van Avermaet    | BMC Racing Team                               | + 7"     |
| 3                    | Oliver Naesen        | AG2R La Mondiale                              | + 7"     |
| 4                    | Nikolas Maes         | Lotto-Soudal                                  | + 7"     |
| 5                    | Sep Vanmarcke        | Team EF Education First-Drapac p/b Cannondale | + 7"     |
| 6                    | Tim Declercq         | Quick-Step Floors                             | + 6"     |
| 7                    | Kasper Asgreen       | Quick-Step Floors                             | + 20"    |
| 8                    | Enzo Wouters         | Lotto-Soudal                                  | + 27"    |
| 9                    | Christophe Noppe     | Sport Vlaanderen-Baloise                      | + 27"    |
| 10                   | Nathan Van Hooydonck | BMC Racing Team                               | + 27"    |

1942 · 1943 · 1944 · 1945 · 1946 · 1947 · 1948 · 1949 · 1950 · 1951 · 1952 · 1953 · 1954 · 1955 · 1956 · 1957 · 1958 · 1959 · 1960 · 1961 · 1962 · 1963 · 1964 · 1965 · 1966 · 1967 · 1968 · 1969 · 1970 · 1971 · 1972 · 1973 · 1974 · 1975 · 1976 · 1977 · 1978 · 1979 · 1980 · 1981 · 1982 · 1983 · 1984 · 1985 · 1986 · 1987 · 1988 · 1989 · 1990 · 1991 · 1992 · 1993 · 1994 · 1995 · 1996 · 1997 · 1998 · 1999 · 2000 · 2001 · 2002 · 2003 · 2004 · 2005 · 2006 · 2007 · 2008 · 2009 · 2010 · 2011 · 2012 · 2013 · 2014 · 2015 · 2016 · 2017 · 2018 · 2019 · 2020 · 2021 · 2022 · 2023 · 2024